# Кулан
Кулан или азијски (дивљи) магарац (лат. Equus hemionus), ређе називан онагер, азијска је врста магарца (Asinus). 

## Распрострањење
Ареал кулана обухвата већи број држава. Врста има станиште у Русији, Кини, Украјини, Турској, Монголији, Казахстану, Авганистану, Пакистану, Индији, Ирану, Ираку, Саудијској Арабији, Јерменији, Азербејџану, Сирији, Туркменистану, Узбекистану, Грузији, Јордану, Кувајту, Киргистану, Либану и Таџикистану.

## Станиште
Станишта врсте су планине, травна вегетација, екосистеми ниских трава и шумски екосистеми, речни екосистеми, полупустиње и пустиње.

## Угроженост
Ова врста се сматра угроженом.